# ناو متس
ناو متز (به انگلیسی: French cruiser Metz) یک کشتی بود که طول آن ۱۵۱٫۴ متر (۴۹۷ فوت) بود. این کشتی  در سال ۱۹۱۵ ساخته شد.